# Palazzo della Borsa (Neapel)

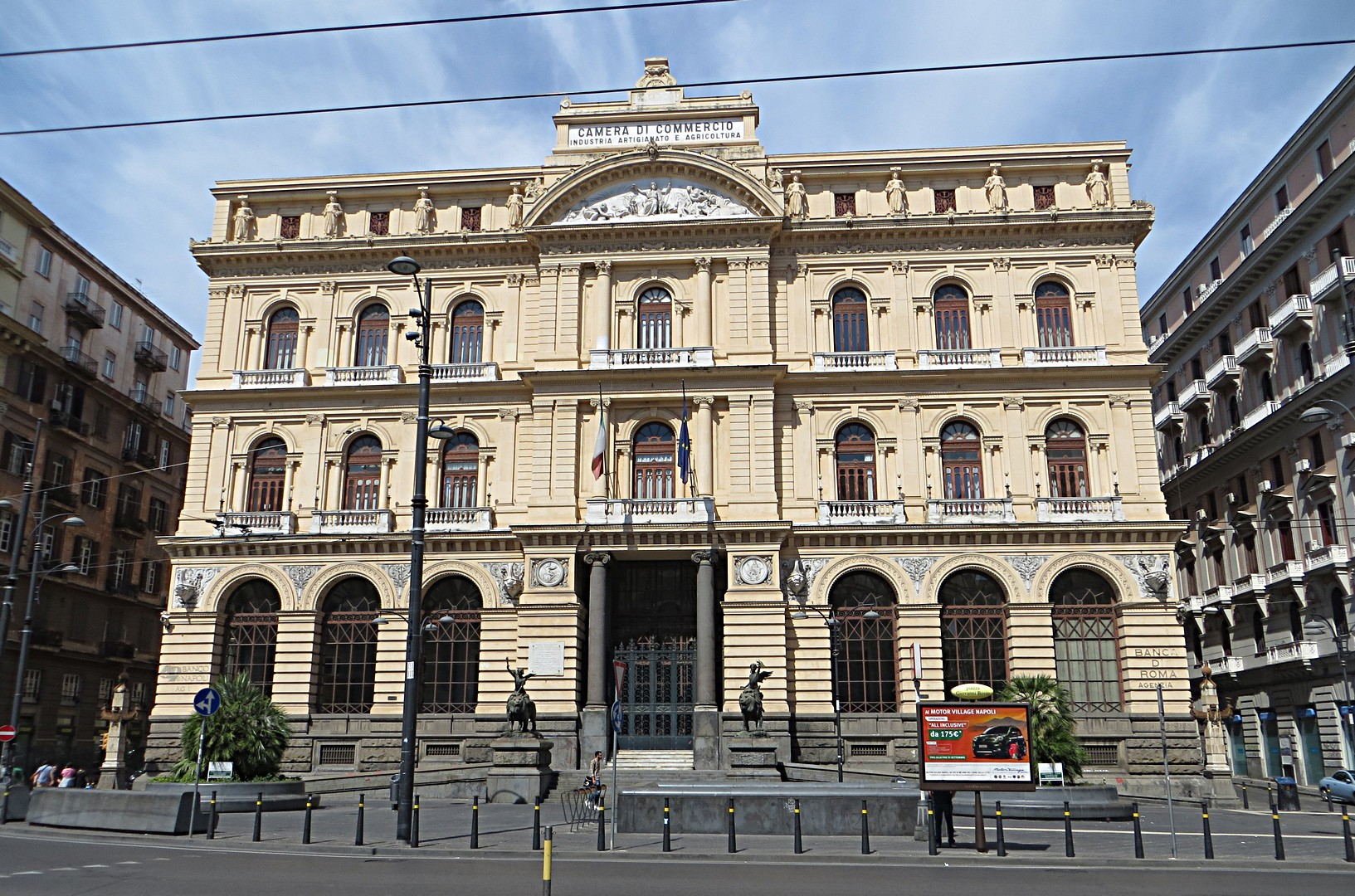
Palazzo della Borsa in Neapel

Der Palazzo della Borsa ist ein Palast aus dem 19. Jahrhundert im Viertel Porto von Neapel in der italienischen Region Kampanien. Er liegt an der Piazza Giovanni Bovio.

## Geschichte
Der zur Aufnahme der Büros der Börse von Neapel und der Handels-, Industrie-, Handwerks- und Landwirtschaftskammer erbaute Palast wurde 1895 nach Plänen von Alfonso Guerra fertiggestellt und 1899 eingeweiht. Die Kosten dafür wurden aus Geld bestritten, das General Enrico Cialdini 1861 stiftete. Er war damals Leutnant König Viktor Emanuel II., der Neapel gerade an die neugegründete Republik angeschlossen hatte. Damals stand vor dem Gebäude der Neptunsbrunnen, der heute auf der Piazza Municipio steht. In der Zeit des Faschismus wurden an die Seiten des Gebäudes die beiden Obelisken angebaut. Auf der rechten Seite des Eingangs befindet sich eine Steintafel, auf der an die Ermordung von vier Matrosen und Finanziers durch deutsche Soldaten am 12. September 1943 erinnert wird.

## Beschreibung und Skulpturen

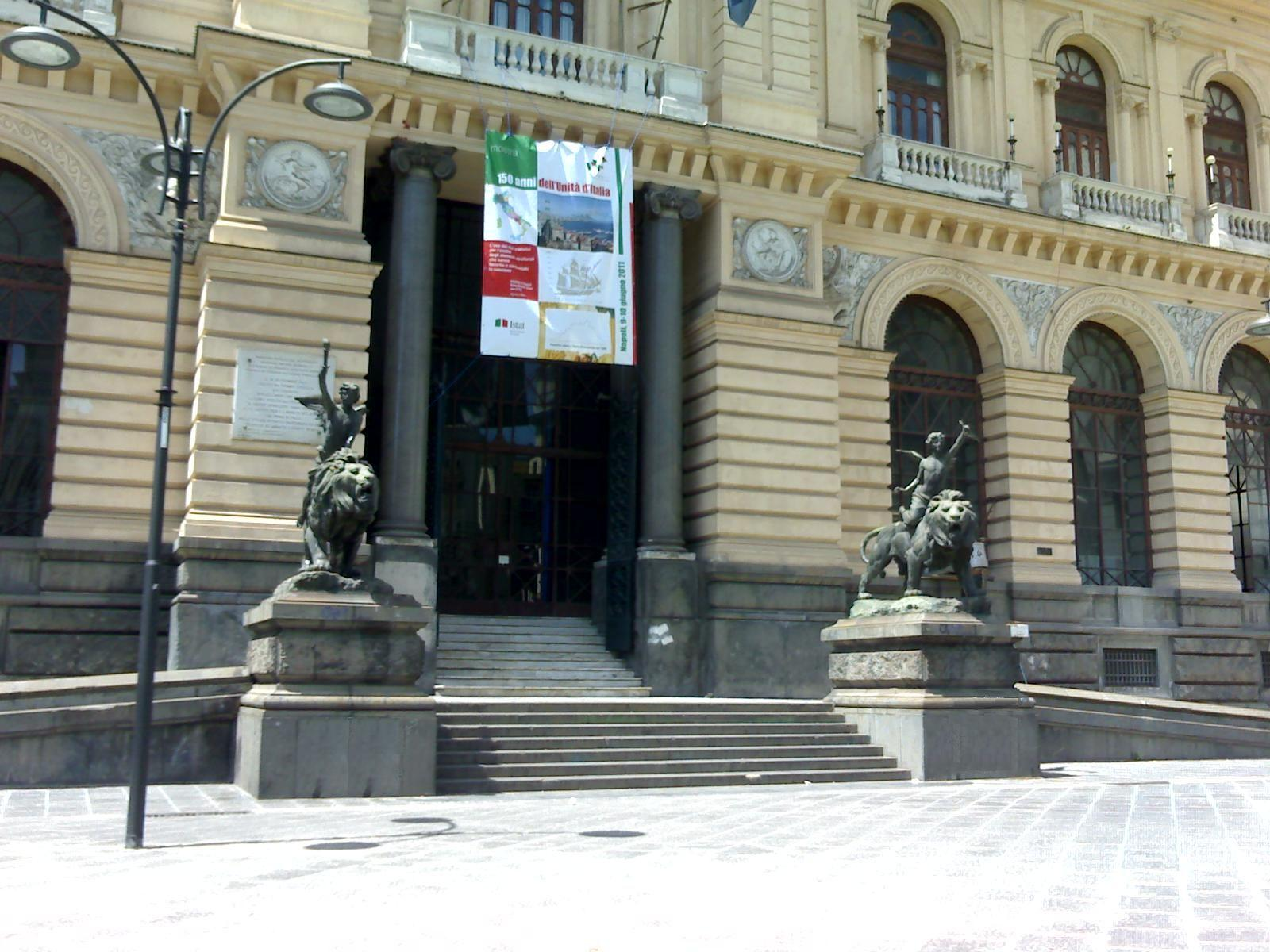
Eingang zum Palast

Das Bauwerk zeigt sich im Stil der Neurenaissance, hat drei Stockwerke und ist mit drei Reihen Lisenen ausgestattet, aber die Pracht der Mauern lässt ihn wie einen der anderen Paläste aussehen, erleichtert nur durch die Halbsäulen, die den Eindruck der Großartigkeit stören. Der repräsentative Eingang zum Gebäude ist mit zwei Reihen von ionischen Säulen verziert, die den darüber liegenden Balkon stützen, zu dem man über eine kleine Treppe gelangt, die an den Seiten mit zwei Skulpturgruppen aus Bronze geschmückt ist. Diese sind Werke von Luigi de Luca und stellen nach dem Willen des Künstlers „den Geist [dar], der über die Kraft siegt“. Im Erdgeschoss erlauben die Bauteile aus Eisen und Glas die Belichtung der Innenräume, bis sie das oberste Stockwerke erreichen, das mit kleinen Einbauten im Wechsel mit Karyatiden und in der Mitte mit Darstellungen von Hermes und Dionysos ausgestattet ist.
Neben dem Seiteneingang liegt die Asprenaskirche, ein kleiner, frühchristliches Gotteshaus, das damals in den Bau des neuen Gebäudes integriert wurde. In dem Palast ist heute die Handels-, Industrie-, Handwerks- und Landwirtschaftskammer untergebracht, aber er ist auch Sitz zwei bekannter Banken.

## Bildergalerie

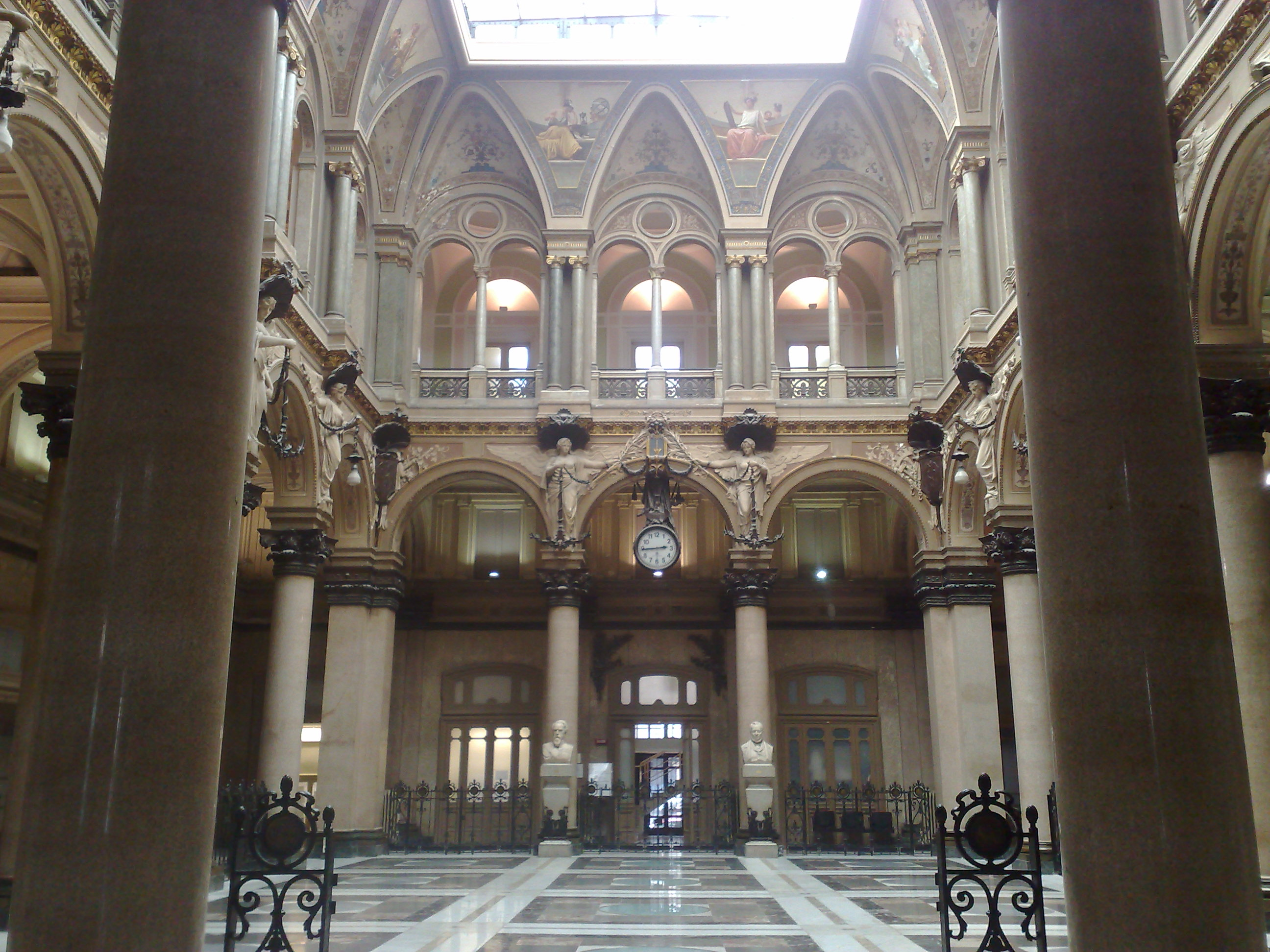
Die Sala delle Grida von unten
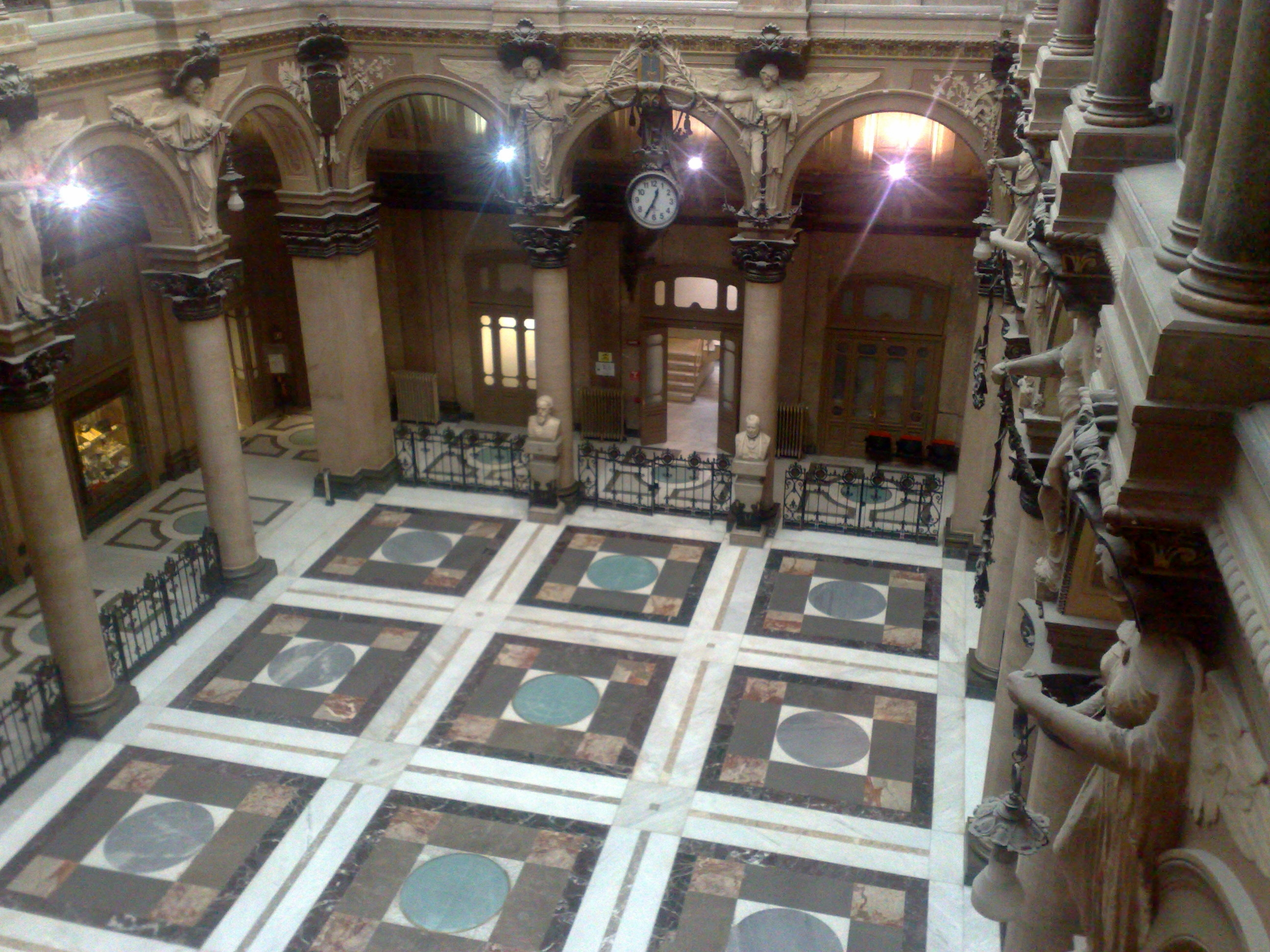
Die Sala delle Grida von oben
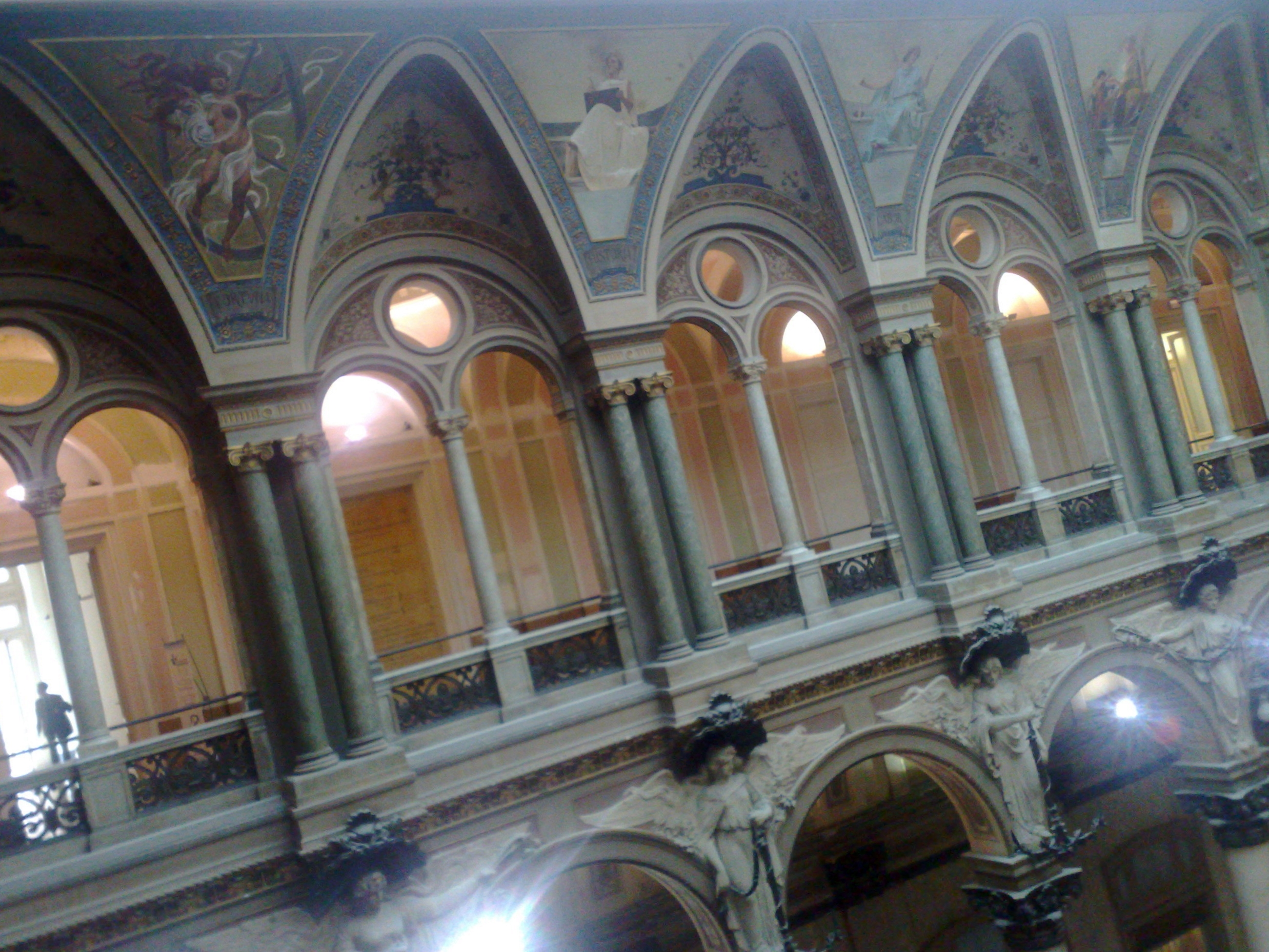
Detail der Fenster im zweiten Obergeschoss
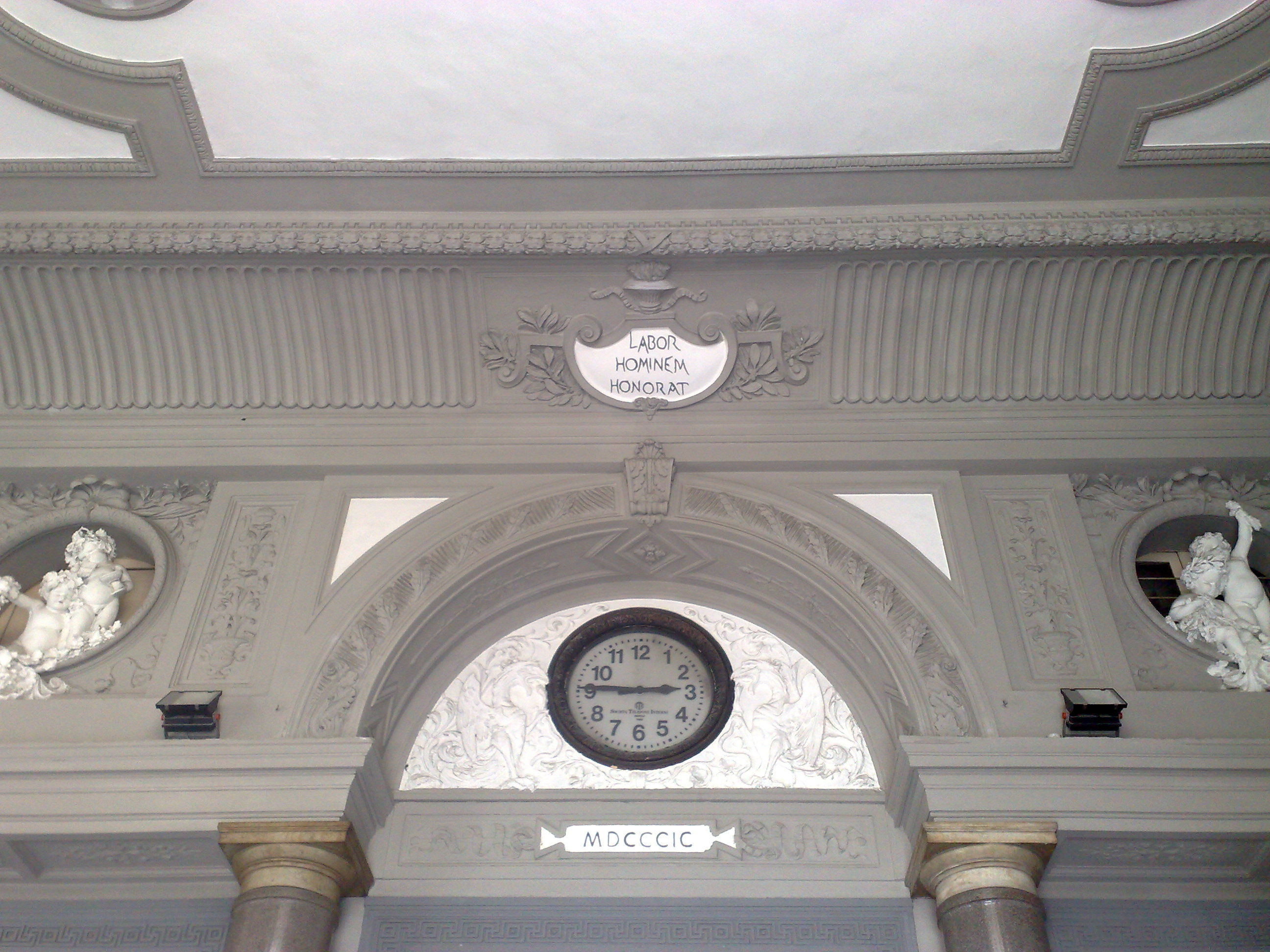
Detail eines Zierelements mit der Inschrift Labor Hominem Honorat („Arbeit ehrt den Menschen“)